# Compagnie aeree cinesi
Le compagnie aeree cinesi attualmente sono circa 70.

Questo elenco comprende anche le compagnie aeree delle Regioni Amministrative Speciali di Hong Kong e Macao.
Molte compagnie del passato sono state acquistate ed integrate dalle "big" cinesi di questo settore, ovvero Air China, China Southern Airlines, China Eastern Airlines e Hainan Airlines.

## big
| Gruppo | Compagnie aeree |
| --- | --- |
| CNAC Group | Air China • Air Macau1 • Shandong Airlines • Air China Cargo • Shenzhen Airlines • Henan Airlines • Jade Cargo International • Kunming Airlines                                                             |
| China Southern Group | China Southern Airlines • Xiamen Airlines • Shantou Airlines • Guizhou Airlines • Zhuhai Aviation • Chongqing Airlines • China Postal Airlines                                                              |
| China Eastern Group | China Eastern Airlines • China Cargo Airlines • Joy Air • Shanghai Airlines • China United Airlines • Shanghai Airlines Cargo • Great Wall Airlines                                                         |
| Hainan Airlines Group | Hainan Airlines2 • Grand China Air2 • Lucky Air • West Air • Yangtze River Express • Tianjin Airlines • Beijing Capital Airlines • Hong Kong Airlines3 • Hong Kong Express Airways3 • China Xinhua Airlines |
| Sichuan Airlines Group | Sichuan Airlines • Chengdu Airlines • Hebei Airlines |
| compagnie low-cost | Spring Airlines |
| altre | China Flying Dragon Aviation • China Express Airlines • Juneyao Airlines • Okay Airways • Yunnan YingAn Airlines • CITIC General Aviation • Tibet Air                                                       |
| Note: 1 basata a Macao; 2 insieme Grand China Air; 3 basate a Hong Kong Fonte: Commercial Airlines of Greater China. 2007. ISBN 978-988-17158-1-4. | |

## A
- Air China
- Air China Cargo
- Air Hong Kong (Hong Kong)
- Air Macau (Macao)

## C
- Cathay Pacific (Hong Kong)
- Chang'an Airlines
- China Cargo Airlines
- China Eastern Airlines
- China Express Airlines
- China Flying Dragon Aviation
- China General Aviation
- China National Aviation Corporation
- China Northern Airlines
- China Northwest Airlines
- China Postal Airlines
- China Southern Airlines
- China Southwest Airlines
- China United Airlines
- China West Air
- China Xinhua Airlines
- China Xinjiang Airlines
- China Yunnan Airlines
- Civil Aviation Administration of China (CAAC)

## D
- Datang Qili Airlines
- Dazhong Airlines
- Deer Jet
- Dragonair (Hong Kong)

## E
- East Asia Airlines (Macao)
- East Star Airlines

## G
- Grand China Air
- Grand China Express Air
- Great Wall Airlines
- Guizhou Airlines

## H
- HAECO
- Hainan Airlines
- Heliservices (Hong Kong)
- Hong Kong Airlines (Hong Kong)
- Hong Kong Airways (Hong Kong)
- Hong Kong Express Airways

## J
- Jade Cargo International
- Jasmine Airways
- Jet Aviation Business Jets (Hong Kong)
- Jet-Yi
- JetAsia (Macao)
- Jetwin Cargo Airline
- Juneyao Airlines

## K
- Kunming Airlines
- Kunpeng Airlines

## L
- Lucky Air

## M
- Macau Asia Express (Macao)
- Metrojet Ltd. (Hong Kong)

## N
- Northeast Airlines

## O
- Oasis Hong Kong Airlines (Hong Kong)
- Okay Airways

## P
- Pan Asia Airways
- Phoenix Airline

## S
- SKOGA
- Shandong Airlines
- Shanghai Airlines
- Shanghai Airlines Cargo
- Shanxi Airlines
- Shenzhen Airlines
- Shenzhen Donghai Airlines
- Sichuan Airlines
- Spring Airlines

## U
- United Eagle Airlines
- Uni-Top Airlines

## V
- Viva Macau (Macao)

## W
- Wuhan Airlines

## X
- Xiamen Airlines
- Xiedu Airlines

## Y
- Yangtze River Express

## Z
- Zhejiang Airlines
- Zhong Hang Tai General Aviation Airlines
- Zhongyuan Airlines